# Lutomir
Lutomir, Lutomiar, Lutmiar – staropolskie imię  męskie, złożone z członów Luto- ("srogi, okrutny, dziki", por. luty) i -mir ("pokój, spokój, dobro").
Lutomir imieniny obchodzi 26 lutego i 10 października.